# OsFree
osFree — это проект с открытым исходным кодом, посвящённый созданию клона операционной системы IBM OS/2. Целью проекта является замена всех (или большинства) подсистем OS/2 их аналогами с открытым исходным кодом. Архитектура системы строится на основе микроядерной архитектуры с использованием микроядра L4 — Fiasco и поддержкой одновременной работы других ОС, работающих как серверы над микроядром.

## Текущее состояние
В настоящее время[когда?] проект osFree предоставляет к тестированию ряд компонентов, таких как:
- Загрузчик ядра
- Сервер OS/2 Personality
- Утилиты командной строки
- Интерпретатор языка Classic REXX
- Процедуры ввода-вывода
- Подсистема мультимедиа

## Архитектура
Система основана на микроядре L4, которое может служить основой для параллельных API, реализованных поверх него. Эти API могут существовать независимо, имея минимальную общую базу, состоящую из самого микроядра и некоторого набора общих сервисов (называемых personality-нейтральными сервисами). Это позволяет иметь независимую (non-layered) реализацию параллельных API.

### Совместимость с OS/2
Разработчики планируют использовать большинство принципов построения системы, заложенных в OS/2, с некоторыми уточнениями. Поскольку поддержка OS/2 является первичной целью, то в готовом виде будет использовано большинство OS/2-технологий.
Совместимость с OS/2 планируется только на уровне API. Совместимость на уровне драйверов не планируется, так как, по мнению разработчиков, драйверы OS/2 всё больше устаревают. Согласно своей идее, osFree может работать поверх множества ядер, таких как L4, Linux, Windows, etc. В результате, можно использовать подсистему драйверов этих ядер.

### «Индивидуальные ОС»
В основе системы будет микроядро L4 как база. Поверх L4 планируется построить следующие OS personalities (индивидуальные ОС):
- Нейтральная personality — базовое ОС API. Это набор серверов и библиотек, предоставляющих разные сервисы. Все другие personalities построены поверх Нейтральной Personality. API нейтральной personality можно сравнить с Native NT API — они почти функционально эквивалентны.
- OS/2 personality
- Linux personality — должна предоставить полную функциональность ядра Linux. Будет использован L4Linux
- MVM/DOS personality — среда для запуска множества виртуальных машин с немодифицированными ОС. Данное направление очень перспективно для разработчиков, хотя и имеет меньший приоритет, чем разработка OS/2 personality, поэтому они возможно, воспользуются наработками других проектов, например QEMU, DosBox, DosEmu, FreeDOS.
- Win16 personality
- Win32 personality — будет использован код ReactOS[4][5]

## Интересные факты
- OS/3 — одно из названий проекта. Английское произношение OS Three сходно с osFree. Использование osFree вместо OS/3 связано с возможными проблемами с владельцем торговой марки (IBM). Однако права на марку истекли в 1996 году[6].
- Из-за названия используемого микроядра L4-Fiasco[7] (Фиаско) в среде русскоязычных разработчиков появилось неофициальное название «Проект Беда» (Project Beda) по аналогии с известным мультфильмом и книгой о приключениях капитана Врунгеля и текущим положением дел с OS/2.

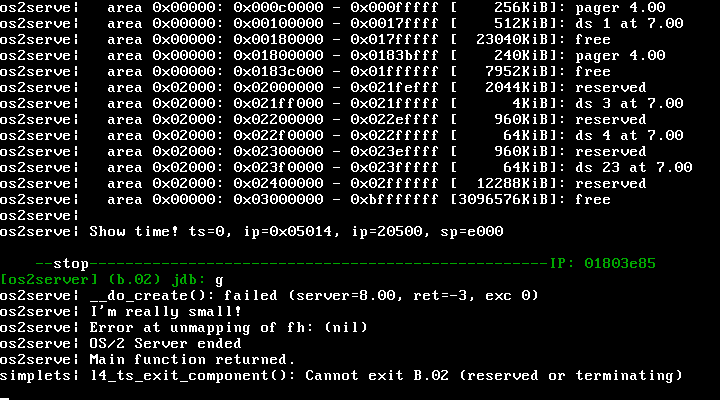
LiveCD osFree 0.0.4

- Первая версия стала загружаться в 2005[8]. До этого времени проект предоставлял только замену компонентов системы OS/2.
- 4 апреля 2009 года проект osFree поглотил проект FreePM[9].
- В начале сентября 2009 на сайте проекта появился загрузочный ISO-образ системы v0.0.4[10], ознаменовавший первый серьёзный прорыв в разработке. На CD запускается OS/2 Personality под микроядром, под которой, в свою очередь, запускается простая программа mini33.exe в формате OS/2 LX, выводящая строчку «I’m really small». В качестве загрузчика используется FreeLDR, являющийся частью проекта, основанный на GRUB и использующий принципы загрузки классического ядра OS/2 и микроядра L4.
- 28 августа 2011 osFree была представлена на фестивале Chaos Constructions 2011[11].